# الثروات القديمة
الثروات القديمة  هي «الثروة الموروثة من عائلات الطبقة العليا الراسخة (أي النبلاء والأبوة)» أو «الشخص أو الأسرة أو النسب الذي يمتلك ثروة موروثة». يصف المصطلح عادةً طبقة اجتماعية من الأغنياء الذين تمكنوا من الحفاظ على ثروتهم على مدى أجيال متعددة، وغالبًا ما يشير إلى أعضاء متصورون من الطبقة الأرستقراطية الواقعية في المجتمعات التي تفتقر تاريخيًا إلى طبقة أرستقراطية راسخة رسميًا (مثل الولايات المتحدة).

## الولايات المتحدة
توفر الثروات والممتلكات التي يحتفظ بها الفرد أو الأسرة  بُعدًا مهمًا للتقسيم الطبقي الاجتماعي لأنه يمكن أن ينتقل من جيل إلى جيل، مما يضمن بقاء نسل الأسرة مستقرًا ماليًا. تستخدم العائلات ذات «الأموال القديمة» الأصول أو المدخرات المتراكمة لسد الانقطاعات في الدخل، وبالتالي الحماية من الحراك الاجتماعي الهبوطي.  كانت الثروات القديمة مرتبطة عادةً بحالة البروتستانت الأنجلو ساكسوني الأبيض ("WASP").
«الثروات القديمة» تنطبق على الطبقة العليا الذين تفصلهم ثروتهم عن الطبقات الاجتماعية الدنيا. وفقًا لعالم الأنثروبولوجيا و. لويد وارنر، تم تقسيم الطبقة العليا في الولايات المتحدة خلال الثلاثينيات إلى الطبقات العليا والطبقات الدنيا. الطبقة الدنيا هي أولئك الذين لم يأتوا من عائلات ثرية تقليديا. لقد كسبوا أموالهم من الاستثمارات والأعمال، بدلاً من الميراث. ومن الأمثلة على ذلك جون دي روكفل، الذي كان والده بائعًا متجولًا، كورنيليوس فاندربيلت، الذي كان والده يدير عبّارة في ميناء نيويورك، وهنري فلاجلر، الذي كان ابن وزير مشيخي  وأندرو كارنيجي  وهو ابن حائك اسكتلندي.
على عكس الأثرياء الجدد، كانت الطبقة العليا من العائلات التي يُنظر إليها على أنها «شبه أرستقراطية» و «مجتمع راقي». كانت هذه العائلات غنية وبارزة في سياسة الولايات المتحدة لأجيال. في كثير من الحالات، يعود ظهورهم إلى ما قبل الثورة الأمريكية (1765-1783)، عندما تراكم أسلافهم ثروات كأعضاء في طبقة الفلاحين النخبويين، أو كتجار أو تجار رقيق أو مالكي سفن أو تجار فراء. في كثير من الحالات، لا سيما في فيرجينيا وماريلاند وكارولينا، كان مصدر ثروة هذه العائلات عبارة عن مساحات شاسعة من الأراضي التي منحها التاج لأسلافهم أو حصلوا عليها مباشرة خلال الفترة الاستعمارية. غالبًا ما كانت عائلات فئة الزارع هذه مرتبطة ببعضها البعض من خلال التزاوج المختلط على مدى 300 عام الماضية، وتُعرف أحيانًا باسم طبقة النبلاء الأمريكية. لقد أنتجوا العديد من الآباء المؤسسين للولايات المتحدة وعدد من الرؤساء الأوائل للولايات المتحدة.
مثال على هذه الطبقة الاجتماعية كان جورج واشنطن، الذي تقدر ثروته الصافية بـ 525 مليون دولار (في عام 2016 بالدولار الأمريكي) بسبب حيازاته الشاسعة من الأراضي والعبيد، مما يجعله ثاني أغنى رجل يشغل منصب رئيس الولايات المتحدة.
بعد الحرب الأهلية الأمريكية (1861-1865)، شهد الكثير من هذه الطبقة الاجتماعية انخفاضًا كبيرًا في ثروتهم. أصبح عبيدهم محررين. كما قامت قوات الاتحاد بقيادة الجنرالات ويليام تيكومسيه شيرمان وفيليب شيريدان بقطع مساحات واسعة من الدمار عبر أجزاء من فرجينيا وكارولينا وجورجيا. لقد دمروا المحاصيل وقتلوا وصادروا الماشية  وأحرقوا الحظائر والطواحين وفي بعض الحالات أحرقوا بيوت المزارع وحتى مدن بأكملها مثل أتلانتا.
كانوا يستخدمون تكتيكات الأرض المحروقة، المصممة لتجويع الولايات الكونفدرالية الأمريكية وإجبارها على الخضوع. بعد التعديل الثالث عشر لدستور الولايات المتحدة (1865) وتحرير العبيد، تم تحويل العديد من المزارع إلى المزارعة. كان المحررون الأمريكيون من أصل أفريقي يعملون كمزارعين في نفس الأرض التي كانوا يعملون فيها كعبيد قبل الحرب.
على الرغم من حقيقة أن ظروفهم قد تضاءلت إلى حد كبير، فإن سن قوانين جيم كرو وحرمان السود المحررين من حق التصويت سمح للعديد من عائلات طبقة المزارع في جنوب الولايات المتحدة باستعادة مكانتها السياسية، إن لم يكن ثروتها الكبيرة، بعد إعادة الإعمار (1863- 1877).
في أوائل القرن العشرين، كان يُنظر إلى الطبقة العليا على أنها أكثر شهرة من الأثرياء الجدد حتى لو كان لدى الأثرياء الجدد ثروة أكبر. خلال أواخر القرن التاسع عشر وأوائل القرن العشرين، تباهى الأثرياء الجدد بثرواتهم من خلال بناء قصور من العصر الذهبي التي تحاكي قصور الملوك الأوروبيين، بينما كانت الثروات القديمة أكثر تحفظًا. تميل عائلات «ذات الثروات القديمة» الأمريكية إلى التمسك بمختلف الطوائف البروتستانتية الرئيسية. الأسقفية والمشيخية هم الأكثر انتشارًا بينهم.